# 台慶
台慶是指廣播電台、電視台等機構企業自行舉辦的建立日慶祝活動。大部分的慶祝規模很小，只有少數大型電視台有能力每年舉辦一次大型台慶活動；如台灣的部分無線電視頻道，早年有較充裕的經費及廣告收入製作台慶節目，並成為自製綜藝節目的附屬單元，但2000年代後由於經濟不景氣，台灣各電視台的台慶的規模也隨之縮減。
另外某些電視台為了配合每年一度的台慶盛事，通常會製作「台慶大戲」連續劇，例如中國央視、香港TVB、日本NHK、南韓KBS、MBC與SBS等等。

## 大型台慶
- 香港無綫電視的無綫電視台慶相關活動
- 鳳凰衛視的台慶晚會
- 中国中央电视台的周年台慶